# La vera vita di Antonio H.
La vera vita di Antonio H. è un film del 1994, diretto da Enzo Monteleone.

## Trama
L'intero film è la storia romanzata di Antonio Hutter, narrata in nove capitoli, dalla sua infanzia sino alla crisi del cinema italiano. Egli stesso, davanti a una grande platea di teatro, racconta la storia della sua vita cominciando dalla giovinezza, periodo in cui già brama la possibilità di diventare un attore.
Suo padre, ebreo, lo porta a vivere in Israele piccolissimo, per dieci anni. Il suo primo approccio con il teatro avviene durante una recita scolastica: lì davanti al palco, dove anziché recitare la poesia a lui assegnata, si urina volontariamente nei pantaloni. La folla scoppia nella più grossa risata, compresi i genitori. Questa reazione getta Hutter, nella più smodata passione per la recitazione; per di più scappa da sua madre ogni qual volta lo porta a fare compere, per andare al cinema, dove consuma un film dopo un altro, di ogni genere e di ogni sorta.
Tornato in Italia e svogliato a scuola, suo padre sarà costretto a pagare l'insegnante pur di farlo passare, dato che per interi pomeriggi anziché studiare preferisce dedicarsi al cinema. Un giorno conosce Dustin Hoffman sul grande schermo ne Il laureato, e se ne innamora. Aspira a lui, al livello delle sue doti, alla sua amicizia. Arriva il '68, Hutter frequenta una serie di gruppi di stampo comunista, ma non ci crede davvero: a lui basta solo stare in compagnia. Quando si ritrova coinvolto nel rapimento del generale statunitense James Lee Dozier, decide di lasciare Verona: questo è troppo grande per lui.
Poi racconta le sue passioni amorose dalle piccole storie sino a Giuliana De Sio, con cui avrà un rapporto intenso destinato a chiudersi negativamente. Un bel giorno, dopo mesi che nessuno lo contatta, arriva la prima proposta seria di lavoro: Martin Scorsese lo vuole nel suo nuovo film, Toro scatenato, per interpretare il fratello di Robert De Niro. Al momento di prendere il taxi che lo porterà a New York, un Kawasaki lo investe: resta in coma tre settimane e Scorsese affida la parte a Joe Pesci.
Adesso si palesa la disperazione di Hutter: il teatro nel quale recita non c'è nessuno, è un vecchio teatro abbandonato. Si punta una pistola alla testa, vuole spararsi. Poi squilla il telefono: Francis Ford Coppola lo vuole nel suo nuovo film: Il padrino IV. Hutter corre fuori dalla porta. Ovviamente si deduce quale sia stato il destino di Antonio Hutter.

## Camei e Guest
Il film si costituisce come una sorta di docufilm, nel quale si giunge alla completa e totale visione del protagonista anche grazie alle numerose testimonianze filmate ai grandi del cinema italiano. Fittizie interviste reperite da fittizi spezzoni, che danno maggiore veridicità all'opera. Riportiamo i personaggi che appaiono in ordine alfabetico:
- Bernardo Bertolucci
- Nanni Loy
- Marcello Mastroianni
- Mario Monicelli
- Michele Placido
- Gabriele Salvatores
- Paolo Taviani
- Vittorio Taviani

## Riconoscimenti
- Nastro d'argento al migliore attore protagonista ad Alessandro Haber
- Sulmonacinema Film Festival: Miglior film